# مازگوش
مازگوش (به صربی: Mazgoš) یک منطقهٔ مسکونی در صربستان است که در دیمیتروگراد واقع شده‌است. مازگوش ۲۷ نفر جمعیت دارد.